# Пальчевский, Николай Александрович
Никола́й Алекса́ндрович Пальче́вский (1 [13] ноября 1862 года, Оренбург — 29 июля [11 августа] 1909 года, Японское море) — русский учёный-лесничий, флорист и краевед. Известен как первооткрыватель и исследователь (вместе с академиком М. С. Ворониным) грибка Fusarium graminearum — причины так называемого «пьяного хлеба». Вице-председатель Общества изучения Амурского края. Друг и наставник исследователя Уссурийского края Владимира Клавдиевича Арсеньева. В качестве ботаника участвовал в его Сихотэ-Алиньской экспедиции 1906 года и некоторых более ранних походах.

## Биография
Николай Александрович Пальчевский родился в Оренбурге 1 (13) ноября 1862 года. Во время учёбы в гимназии с 4-го класса считался «лучшим географом», за что получил от проезжавшего через Оренбург путешественника М. Н. Пржевальского яблоко. В 19 лет отправил профессору Санкт-Петербургского университета А. Н. Бекетову коллекцию оренбургской флоры из растений 400 видов. После окончания Александровского военного училища в 1884 году произведён в хорунжии и зачислен в Уссурийский казачий полубатальон Амурского казачьего войска. Работал в должности лесничего первого разряда сначала в Сучане в 1893 году, а затем в 1899—1907 годах войсковым лесничим всего Южно-Уссурийского края.

## Память о Николае Пальчевском
В 1987 году, в честь 125-летия со дня рождения Николая Александровича Пальчевского, его именем была названа часть улицы Трактовая в Советском районе Владивостока. На улице Пальчевского, 17 находится Национальный научный центр морской биологии.